# オニノツノガイ
オニノツノガイ（鬼の角貝）、学名 Cerithium nodulosum は、奄美大島以南に分布する大型の巻貝で、現生のオニノツノガイ科では最大の種。

## 分布
奄美諸島以南の熱帯インド太平洋。サンゴ礁の外縁部、潮間帯下部の岩礁など。

## 形態

### 貝殻
貝殻は大型で重厚堅固、殻高は11cmになる。成貝は螺層にゴツゴツした突起が１巻きあたり7個以上突き出す。白色の螺層には細い縦肋とそれに沿った黒褐色の螺線が巻かれるが、螺線模様は白色の石灰質で覆われ寸断される。螺層が淡い黄褐色で殻口近くの螺層でコブ状突起が14個程度出るものは、オニノツノガイの亜種 Cerithium nodulosum adansonii Bruguière, 1792 (紅海産)として区別される。また本種の幼貝ではコブ状突起はまだ出ないため、小型の別種と間違えられやすい。貝殻内面には螺溝が刻まれるが、特に殻口上面には１本の襞で仕切られた深い螺旋状の溝(anal canal)がある。蓋は楕円形で、開口部上端の螺旋状の溝は蓋で覆われずに開口している。前端に長くはないが水管溝が突き出し、背面側へ反り返る。

### 軟体
軟体部の特徴はほぼCerithium属の中では共通している。櫛鰓に隣接した嗅検器は長く、外套腔とほぼ同じ長さ。鰓下腺も大きく、櫛鰓の3倍の幅で隣接し、大量の粘液を分泌する。胃の中には晶体がある。オスにペニスは無く、体の奥の淡橙色の精巣でつくられた正精子と副精子は、生殖輸管で精莢に詰められる。メスは体の奥にクリーム色の卵巣を持ち、輸卵溝に隣接する精莢嚢と、前方と後方に2か所の精子嚢を持つ。輸卵溝にはアルブミン腺と卵嚢腺があり、卵嚢や卵塊が形成される。歯舌は紐舌型。

## 生態
サンゴ礁の外縁近くの岩礁または砂底に生息し、藻類やデトリタスを食べる。オスはメスに精莢をわたし、メスは体内で精莢を溶かして卵に受精させる。オニノツノガイの卵塊は特徴的で、巻かれてもつれたひも状の卵胞が30個ほどを、長さ約5cm三日月型のゼリー状の基盤につけた形にして産む。卵から幼生への発達は卵塊の場所によって異なるが、産卵後5時間以内に胞胚が形成され、翌日には幼生の繊毛や面盤(velum)が確認できる。2日後に眼が形成され、約3日後に原殻や大きい蓋をもったベリジャー幼生が孵化し、泳ぎ去る(水槽での観察)。